# جوزيف ليكومت
جوزيف ليكومت هو سياسي كندي، ولد في 27 ديسمبر 1850، وتوفي في 5 يوليو 1938.